# Coppa del mondo di ciclismo su strada femminile 1999
La Coppa del mondo di ciclismo su strada femminile 1999 (en.: 1999 UCI Women's Road World Cup), seconda edizione della competizione, prevedeva nove eventi tra il 7 marzo e il 26 settembre 1999.
La australiana Anna Wilson si aggiudicò il titolo individuale.

## Corse
| # | Data         | Corsa                                       | Vincitrice        | Squadra                   | Leader della CdM  |
| - | ------------ | ------------------------------------------- | ----------------- | ------------------------- | ----------------- |
| 1 | 7 marzo      | Canberra World Cup                          | Anna Wilson       | Saturn Cycling Team       | Anna Wilson       |
| 2 | 14 marzo     | Hamilton City World Cup                     | Roberta Bonanomi  | Acca Due O-Lorena Camicie | Anna Wilson       |
| 3 | 20 marzo     | Primavera Rosa                              | Sara Felloni      | Acca Due O-Lorena Camicie | Anna Wilson       |
| 4 | 14 aprile    | La Flèche Wallonne Femmes (1999)            | Hanka Kupfernagel | The Greenery Grisley      | Hanka Kupfernagel |
| 5 | 30 maggio    | Coupe du Monde de Montréal                  | Tracey Gaudry     | Ebly                      | Hanka Kupfernagel |
| 6 | 4 giugno     | Liberty Classic                             | Petra Rossner     | Teag-Euregio-Egrensis     | Hanka Kupfernagel |
| 7 | 8 agosto     | Trophée International-Beauvois en Cambrésis | Vanja Vonckx      | Vlaanderen 2002           | Hanka Kupfernagel |
| 8 | 9 settembre  | Tour Beneden-Maas                           | Petra Rossner     | Teag-Euregio-Egrensis     | Hanka Kupfernagel |
| 9 | 26 settembre | UCI Weltcupfinale Embrach                   | Anna Wilson       | Saturn Cycling Team       | Anna Wilson       |

## Classifiche
| Pos. | Corridore         | Squadra      | Punti |
| ---- | ----------------- | ------------ | ----- |
| 1    | Anna Wilson       | Saturn       | 288   |
| 2    | Hanka Kupfernagel | Gr. Grisley  | 281   |
| 3    | Tracey Gaudry     | Ebly         | 162   |
| 4    | Petra Rossner     | Teag-Euregio | 160   |
| 5    | Sara Felloni      | Acca Due O   | 114   |
| 6    | Roberta Bonanomi  | Acca Due O   | 113   |
| 7    | Chantal Beltman   | Rabobank     | 104   |
| 8    | Gunn-Rita Dahle   | Øgland-DBS   | 95    |
| 9    | Vanja Vonckx      | Vlaanderen   | 84    |
| 10   | Catherine Marsal  | Edil Savino  | 84    |